# Польові Буртаси
Польові Бурта́си (рос. Полевые Буртасы, чув. Вырăскасси) — присілок у складі Яльчицького району Чувашії, Росія. Входить до складу Новошимкуського сільського поселення.
Населення — 198 осіб (2010; 248 у 2002).
Національний склад:
- чуваші — 100 %